# وایتول، راتلند
وایتول (به انگلیسی: Whitwell) یک روستا و محله مدنی در بریتانیا است که در راتلند واقع شده‌است. وایتول ۴۱ نفر جمعیت دارد.